# Єпархія святого Климента в Саратові

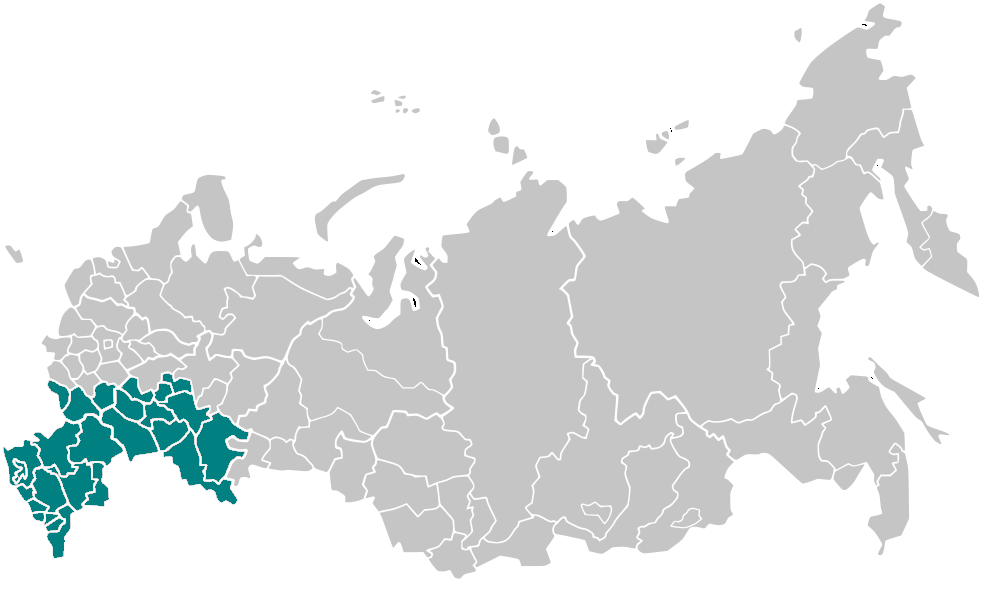
Територія єпархії на карті Росії

Єпархія святого Климента в Саратові — одна з єпархій Римо-католицької церкви у Росії з кафедрою у Саратові, що охоплює південно-західні області Росії. Налічує 57 парафій і близько 35 тисяч вірних. 
Створена 23 листопада 1999 як Апостольська адміністратура Півдня європейської частини Росії, виділившись з адміністратури європейської частини Росії. З 11 лютого 2002 має статус єпархії. Кафедральним собором єпархії є Собор Святих апостолів Петра і Павла у Саратові.

## Адміністративний поділ
Єпархія Святого Климента в Саратові ділиться на деканати:
- Краснодарський деканат: 
  - Краснодарський край
  - Республіка Адигея
- Північно-Кавказький деканат: 
  - Кабардино-Балкарська Республіка
  - Карачаєво-Черкеська Республіка
  - Республіка Дагестан
  - Республіка Інгушетія
  - Республіка Північна Осетія  — Аланія
  - Чеченська Республіка
  - Ставропольський край
- Ростовський деканат: 
  - Ростовська область
- Астраханський деканат: 
  - Республіка Калмикія
  - Астраханська область
  - Волгоградська область
- Деканат Башкирія-Оренбуржьє-Татарстан: 
  - Республіка Башкортостан
  - Республіка Марій Ел
  - Республіка Татарстан
  - Чуваська Республіка
  - Оренбурзька область
- Середньо  — Поволзький деканат: 
  - Республіка Мордовія
  - Білгородська область
  - Воронезька область
  - Пензенська область
  - Самарська область
  - Саратовська область
  - Тамбовська область
  - Ульянівська область